# За заслуга
„За заслуга“ е висш български орден, учреден на 5 април 1883 година от княз Александър I Батенберг по случай рождения му ден.

## Статут
С Орден „За заслуга“ се награждават военни лица с офицерско звание за заслуги във военно (с лентата на ордена „За храброст“) и в мирно време (с лентата на ордена „Свети Александър“).

## Описание
Съществуват три емисии, всяка с по две разновидности. Знакът на ордена за всяка емисия се изработва от сребро и представлява кръгъл медальон, ограден с лаврово венец с диаметър 34 мм. На лицевата страна е изобразен лика на владетеля, а на обратната страна – коронован български лъв на фона на немски готически щит. По краищата на щита – лаврови клонки и надпис „За заслуга“. Медальонът е разположен върху кръстосани мечове. При различните емисии се среща различна дебелина на шрифта, ширина на венеца и форма на щита.

## Знаци на ордена
I Батенбергска емисия
- Първа Батенбергска емисия
- Втора Батенбергска емисия

II Фердинандова емисия
- Княжеска Фердинандова емисия
- Царска Фердинандова емисия

III Борисова емисия
- Първа Борисова емисия
- Втора Борисова емисия